# Пенс Крик (Пенсилванија)
Пенс Крик (енгл. Penns Creek) насељено је место без административног статуса у америчкој савезној држави Пенсилванија.

## Демографија
По попису из 2010. године број становника је 715, што је 47 (7,0%) становника више него 2000. године.
| Група             | 2000.       | 2010.       |
| Белци             | 646 (96,7%) | 686 (95,9%) |
| Афроамериканци    | 8 (1,2%)    | 9 (1,3%)    |
| Азијати           | 0 (0,0%)    | 0 (0,0%)    |
| Хиспаноамериканци | 7 (1,0%)    | 16 (2,2%)   |
| Укупно            | 668         | 715         |